# Clan Nanbu
 (mars 2013).
Si vous disposez d'ouvrages ou d'articles de référence ou si vous connaissez des sites web de qualité traitant du thème abordé ici, merci de compléter l'article en donnant les références utiles à sa vérifiabilité et en les liant à la section « Notes et références ».
Le clan Nanbu (南部氏, Nanbu-shi) était un clan féodal du Nord du Japon dans la province de Mutsu.

## Origine

Emblème (mon) du clan Nanbu.

Le clan Nanbu prétendait descendre des Seiwa Genji en passant par le clan Takeda de la province de Kai. Le clan Nanbu est divisé en deux branches : les daimyos de Morioka et ceux de Hachinohe au nord du Japon (province de Mutsu).
Minamoto no Mitsuyuki, l'arrière-petit-fils de Minamoto no Yoshimitsu, a été le premier à prendre le nom de Nanbu, d'après la région où il résidait. La première référence écrite à la région Nanbu de Kai se trouve dans les écrits du moine bouddhiste Nichiren (fin du XIIIe siècle).
Durant la période Nanbokucho, le clan Nanbu Kai a déménagé vers la province de Mutsu où ils resteront jusqu'en 1871.
Durant la période Sengoku, le clan Nanbu atteint l'apogée de son pouvoir en vertu de la position de leur chef Harumasa. Harumasa a été très actif politiquement et correspondait avec Oda Nobunaga.
Durant ces années, sa relation avec le clan Oura devint conflictuelle. Les Oura étaient une branche cadette des Nanbu. Ils ont déclaré leur indépendance aux Nanbu en 1571 (au cours du règne du chef d'Oura Tamenobu) après plusieurs rixes et escarmouches.

## Emblème
La légende dit que quand le clan Nanbu a battu le clan Akita, deux grues se sont posées dans le campement des Akita. Pour commémorer cet évènement miraculeux, les Nanbu ont alors pris un emblème représentant deux grues.

## Élevage
L'élevage des chevaux fut longtemps l'orgueil du clan Nanbu. Ils étaient non seulement élevés pour les guerriers mais aussi par déférence religieuse.

## Habitation
Les Nanbu comme la majorité des clans un tant soit peu riches du Japon féodal vivaient dans des châteaux ou forteresses.

## Châteaux Nanbu
Le Kozukata-jō (不来方城) fut édifié par le clan Nanbu en 1599, ce fut le plus important. Il fut détruit pendant la guerre civile et jamais reconstruit. Les ruines du château de Kozukata font aujourd’hui partie du parc d'Iwate (岩手公園).
La famille Nanbu s'installa alors dans le château de Shiroishi (白石城, Shiroishi-jō). Le château possédait originellement trois murs d'enceinte.
Le château de Morioka n'a jamais eu de tenshu (donjon) contrairement à beaucoup de châteaux japonais. Il ne reste aujourd’hui que son mur d’enceinte et ses douves.